# Gesta Guillelmi
Gesta Guillelmi también Gesta Guillelmi II ducis Normannorum y Gesta Guillelmi ducis Normannorum et Regis Anglorum (Hechos de Guillermo, duque de los normandos y rey de los ingleses) es una crónica escrita por Guillermo de Poitiers, que carece de prólogo y abarca la historia del Ducado de Normandía desde la muerte de Canuto el Grande (1035) hasta la muerte de Copsige, conde de Northumbria (1067). Fue escrita entre 1071 y 1077 posiblemente por orden real. En palabras del autor dedicada a la verdad; Gesta Guillelmi supera todos los escritos heroicos de la antigüedad, ya que «embellecieron la verdad y cultivaron la mentira». La obra se considera de gran importancia, como continuación de Gesta Normannorum Ducum de Guillermo de Jumièges. El autor se concentra en una biografía panegírica de Guillermo el Conquistador presentado como ideal y perfecto ejemplo que debe mostrar un caballero valeroso, y ofrece una descripción detallada de los preparativos de la conquista, de la batalla de Hastings y sus consecuencias. Como consumado latinista, Guillermo de Poitiers modeló conscientemente su estilo sobre los autores clásicos y comparó la conquista normanda de Inglaterra con la de Julio César, siempre en beneficio del Conquistador.